# Better than the Original: The Joy of the Cover Version
Better than the Original: The Joy of the Cover Version je britský dokumentární film natočený televizní stanicí BBC. Film se zabývá slavnými coververzemi různých písní, mezi něž patří například „Hallelujah“ od Leonarda Cohena (v podání Johna Calea) nebo (I Can't Get No) Satisfaction od skupiny The Rolling Stones (v podání skupiny Devo). Do dokumentu přispěli například John Cale, Marc Almond, Rick Rubin a Faith Evans. Svými postřehy sem přispěla také zpěvačka Nerina Pallot.